# Eine ganz gewöhnliche Frau
Eine ganz gewöhnliche Frau (Originaltitel: Обычная женщина, aus dem Russischen übersetzt: Gewöhnliche Frau) ist eine Fernsehserie, die in zwei Staffeln bzw. 17 Folgen von 2018 bis 2021 in Russland ausgestrahlt wurde.
Im Jahr 2022 wurde die Serie erstmals auch mit deutschsprachigen Untertiteln über Arte als Video-on-Demand veröffentlicht.

## Handlung
Marina ist Mutter und Ehefrau, arbeitet als Blumenverkäuferin – und führt ein geheimes Doppelleben als Zuhälterin. Dieses Unterfangen scheint bedroht, als sie einen Anruf wegen einer ihrer Escorts erhält.